# Галята, Даниил Владимирович
Даниил Владимирович Галята (бел. Данііл Уладзіміравіч Галята; род. 2 февраля 2007, Минск) — белорусский футболист, полузащитник клуба «МЛ Витебск».

## Карьера

### «Энергетик-БГУ»
Воспитанник футбольной академии клуба «Энергетик-БГУ». Первым тренером футболиста был Сергей Владимирович Гузиков. Дебютировал за клуб футболист 21 июля 2023 года в матче Кубка Беларуси против «Витебска», выйдя на замену на 71 минуте. Дебютный матч в чемпионате футболист сыграл 5 августа 2023 года против «Слуцка», выйдя на замену на 63 минуте. Дебютный гол за клуб футболист забил 25 ноября 2023 года в матче против «Ислочи», также отличившись результативной передачей. На протяжении сезона сезона футболист был одним из основных игроков клуба, отличившись забитым голом и результативной передачей. Завершил сезон футболист на итоговом предпоследнем месте в чемпионате, отправившись в стыковые матчи за сохранение прописки. По итогу стыковых матчей уступили «Витебску» и вылетели в Первую лигу. В декабре 2023 года футболист приступил к подготовке к новому сезону в рамках Первой лиги.

### «Ислочь»
В марте 2024 года футболист перешёл в «Ислочь», подписав двухлетний контракт. Дебютировал за клуб футболист 7 апреля 2024 года в матче против мозырской «Славии», выйдя на замену на 57 минуте. По итогу полуфинальных матчей Кубка Беларуси футболист вместе с клубом победили жодинское «Торпедо-БелАЗ» и вышли в финал турнира. Первым результативным действием за клуб футболист отличился 21 мая 2024 года в матче против столичного «Минска», отдав голевую передачу. В финале Кубка Беларуси 25 мая 2024 года футболист вместе с клубом уступили гродненскому «Неману», став серебряным призёром турнира. В июле 2024 года футболист вместе с клубом отправился на квалификационные матчи Лиги конференций УЕФА, где по сумме матчей уступили сан-маринскому клубу «Ла Фиорита». В матче 27 октября 2024 года против новополоцкого «Нафтана» футболист отличился дублем из результативных передач. По итогу сезона футболист вместе с клубом завершил чемпионат на итоговом седьмом месте. на протяжении сезона футболист выступал за клуб в роли одного из основных игроков, отличившись 3 результативными передачами.

### «МЛ Витебск»
В январе 2025 года футболист перешёл в клуб «МЛ Витебск», подписав контракт до конца сезона. Дебютировал за клуб футболист 29 марта 2025 года в матче против дзержинского «Арсенала», выйдя на замену на 73 минуте. В полуфинальных матчах Кубка Беларуси футболист вместе с клубом уступил жодинскому «Торпедо-БелАЗ», завершив своё выступление на турнире.

## Международная карьера
В июне 2022 года принимал участие в товарищеских матчах за юношескую сборную Беларуси до 15 лет против сверстников из России, отличившись результативной передачей. В августе 2022 года получил вызов в юношескую сборную Беларуси до 16 лет. Вместе со сборной принимал участие в Кубке Развития. В октябре 2023 года футболист получил вызов в юношескую сборную Беларуси. Дебютировал за сборную 12 октября 2023 года в матче против России, выйдя на поле с капитанской повязкой и отличившись результативной передачей. Затем футболист вместе со сборной отправился на квалификационные матчи юношеского чемпионата Европы. Первый матч на турнире сыграл 21 октября 2023 года против сборной Шотландии. По итогу квалификаций вместе со сборной вышел в элитный раунд чемпионата Европы. В июне 2024 года футболист в составе юношеской сборной Беларуси до 19 лет в роли капитана сыграл товарищеские матчи против сборной Таджикистана.